# Центр культуры и искусства на Соборной
Це́нтр культу́ры и иску́сства на Собо́рной (также «До́м офице́ров» — до 2013 года) — культурный комплекс во Владимире, состоящий из отдельных зданий, основными из которых являются: Дом дворянского собрания и Владимирская классическая мужская гимназия, построенные в стиле русского классицизма под руководством архитекторов Василия Дрегалова и Ефграфа Петрова.

## История построек
- Дом дворянского собрания

Идея о начале строительства дома дворянства появилась на тот момент при губернаторе Петре Ивановиче Апраскине на общем собрании Владимирского дворянства, которое прошло в январе 1821 года. Местом строительства был выбран и выкуплен участок купца Петровского, на котором находился его двухэтажный каменный дом. Составление проекта отводилось московскому архитектору Василию Дрегалову, который выполнил его в стиле русского классицизма. Строительство длилось в период с 1825 по 1826 год. Торжественное открытие состоялось в сентябре 1826 года.
Построенный дом представлял собой двухэтажное здание с высоким вторым этажом. Фасад здания, выходящий на главную улицу, имеет выступающий портик с 12-ю колоннами ионического ордера, объединенными попарно и фризом. Колонны поддерживают лёгкий фронтон, в центре которого герб и медальон. На углу второго этажа — небольшой балкон. Здание было пышно отделано внутри, что позволяло считать его одним из самых красивых в городе. Зал Дома дворянского собрания был одним из самых больших в городе, он размещался на втором этаже, куда вела из вестибюля лестница.
1 января 1834 года здесь была открыта первая во Владимире публичная библиотека. Она располагалась в двух комнатах на первом этаже. Основу её составила личная библиотека М. С. Бенедиктова — дяди известного русского поэта Владимира Бенедиктова. В ней находились прижизненные издания произведений А. С. Пушкина, М. В. Ломоносова, Г. Д. Державина, В. А. Жуковского и многих других выдающихся деятелей культуры и искусства.
В 1838—1840 годах библиотеку посещал А. И. Герцен, став редактором неофициальной части первой Владимирской газеты «Владимирские губернские ведомости».
- Владимирская классическая мужская гимназия

В 1835 году было решено при гимназии устроить пансион для детей дворян, для чего у купца Петровского был приобретён двухэтажный каменный особняк с мезонином с двумя флигелями (ныне — Большая Московская ул., дом 35), рядом с домом Владимирского дворянства. Перестройка здания была поручена губернскому архитектору Ефграфу Петрову, по смерти которого в 1839 году надзор за строительством был поручен московскому архитектору Василию Дрегалову. Однако после пожара в 1840 году в это здание была переведена гимназия из собственного пострадавшего от огня. В конце августа 1841 года состоялось торжественное открытие благородного пансиона, куда уже впоследствии решили перевести всю губернскую мужскую гимназию.

## После революции 1917 года
После событий октябрьской революции 1917 года здание дворянского собрания было переименовано в народное. Здесь при нём были открыты многочисленные клубы, одним из первых таких был Гарнизонный, который впоследствии именовался по-разному: партийным, центральным, клубом Красной Армии. В 1926 году клуб был переименован в Межсоюзный, затем — клуб имени Рыкова. С 1930 года — клуб железнодорожников имени Молотова. Также в большом зале происходили губернские партийные съезды, конференции и различные митинги. 15 декабря 1918 года состоялся губернский съезд Союза молодежи, который открывал А. И. Безыменский.

## Во время Великой Отечественной войны
Во время Великой Отечественной войны, в здании был размещен эвакуационный госпиталь № 1888.
С 1947 года клуб был преобразован в Дом офицеров Владимирского гарнизона.

## Современное состояние
В 2012 году переименован в муниципальное учреждение культуры «Дом офицеров». С сентября 2013-го по настоящее время действует как «Центр культуры и искусства на Соборной».